# James Robertson (Politiker)
James Robertson (* 9. Juni 1966) ist ein jamaikanischer Politiker (JLP). Er ist stellvertretender Parteivorsitzender (Deputy Leader) und war von September 2007 bis April 2009 Minister ohne Geschäftsbereich, dann bis Mai 2011 Energie- und Bergbauminister (Minister of Energy and Mining ) Jamaikas.

## Leben
Robertson besuchte die Mona Preparatory, das Campion College und das Beadles College in England. Er studierte an der Southern Methodist University in Dallas, Texas. Beruflich war er als Managing Director bei Precision Enterprises tätig. Robertson ist verheiratet und Vater von zwei Kindern.

## Politik
Robertson war 1989 als Wahlkampfmanager in North East St. Catherine tätig und wieder 1993 in North Central Clarendon. Er ist stellvertretender Parteivorsitzender der JLP für den Area Council 2.
Von 1998 bis 2002 war er Senator. Bei der Parlamentswahl im Jahr 2002 wurde er als Kandidat der Jamaica Labour Party für den Wahlkreis St. Thomas Western ins Repräsentantenhaus gewählt. Auch bei der folgenden Wahl am 3. September 2007 konnte er seinen Wahlkreis gewinnen. Die JLP erreichte bei dieser Wahl die Parlamentsmehrheit und bildete die neue Regierung. Robertson wurde zum Minister ohne Geschäftsbereich ernannt und am 14. September 2007 als Minister vereidigt. Bei der Kabinettsumbildung am 6. April 2009 schied Clive Mullings aus dem Amt und Robertson übernahm als neuer Energie- und Bergbauminister dessen um die Zuständigkeit für Telekommunikation verkleinertes Ministerium.
Robertson geriet unter Druck, nachdem im November 2010 Vorwürfe gegen ihn bekannt wurden, er sei in die versuchte Anstiftung zu einem dann nicht verübten Mord verwickelt. Die Vorwürfe wurden von einem ehemaligen JLP-Parteiaktivisten im Rahmen seines Asylverfahrens in den USA erhoben. Robertson selbst dementierte und bezeichnete die Vorwürfe als haltlos, sie seien keines weiteren Kommentars würdig. Er zeigte sich zuversichtlich, dass eine ordentliche polizeiliche Untersuchung seine Unschuld klären würde, die JLP hielt an ihm fest. Auch ein Gerichtsverfahren in Florida in der Sache wurde im Januar 2011 vom US-Gericht abgewiesen. Am 20. Mai 2011 entzog die US-Regierung Robertson und seiner Frau ohne Angabe von Gründen die Visa für Reisen in die USA, Robertson vermutete allerdings einen Zusammenhang zu den zuvor gegen ihn erhobenen Vorwürfen.
Daraufhin bot er am 24. Mai 2011 seinen Rücktritt vom Ministeramt an, den Premierminister Bruce Golding am selben Tag akzeptierte. Für eine Übergangszeit übernahm Golding die Zuständigkeit für das Ministerium, bis im Zuge einer Kabinettsumbildung Ende Juni 2011 der vormalige Minister Clive Mullings zum 1. Juli erneut das Energie- und Bergbauministerium übernahm. Robertson behielt sein Mandat im Repräsentantenhaus und das Amt als stellvertretender JLP-Vorsitzender.